# 諾克斯維爾鎮區 (愛荷華州馬里昂縣)
諾克斯維爾鎮區（英語：Knoxville Township）是位於美國愛荷華州馬里昂縣的一個行政鎮區。

## 地方資料
根據2010年美國人口普查的數據，諾克斯維爾鎮區的面積為285.55平方千米，當中陸地面積為270.21平方千米，而水域面積為15.34平方千米。當地共有人口10373人，而人口密度為每平方千米36.33人。